# Level3
LEVEL3 is het vierde studioalbum van de Japanse groep Perfume.

## Nummers
| 1.                 | Enter the Sphere                                           | 3:35 |
| 2.                 | Spring of Life (Album Mix)                                 | 5:59 |
| 3.                 | Magic of Love (Album mix)                                  | 4:16 |
| 4.                 | Clockwork                                                  | 4:32 |
| 5.                 | 1mm                                                        | 4:17 |
| 6.                 | Mirai no Museum (未来のミュージアム; Museum of the Future) | 3:21 |
| 7.                 | Party Maker                                                | 7:20 |
| 8.                 | Furikaeru to Iru Yo (ふりかえるといるよ)                   | 6:15 |
| 9.                 | Point (ポイント; Pointo)                                   | 3:45 |
| 10.                | Daijyobanai (だいじょばない; I'm Not Okay)                 | 3:03 |
| 11.                | Handy Man                                                  | 4:05 |
| 12.                | Sleeping Beauty                                            | 4:52 |
| 13.                | Spending All My Time (Album mix)                           | 4:02 |
| 14.                | Dream Land                                                 | 5:16 |
| Totale duur: 62:39 |                                                            |      |